# ويليام دونلاب سيمبسون
ويليام دونلاب سيمبسون هو محامي وقاضي وسياسي أمريكي، ولد في 27 أكتوبر 1823 في مقاطعة لورينز في الولايات المتحدة، وتوفي في 26 ديسمبر 1890 في كولومبيا في الولايات المتحدة. نشط حزبياً في الحزب الديمقراطي. وقد انتخب حاكم كارولينا الجنوبية ‏ (26 فبراير 1879 – 1 سبتمبر 1880).